# 1728년
1728년은 목요일로 시작하는 윤년이다.

## 연호
- 청(淸) 옹정(雍正) 6년
- 일본(日本) 교호(享保) 13년
- 후 레 왕조(後黎朝) 바오타이(保泰) 9년

## 기년
- 류큐(琉球) 쇼케이왕(尚敬王) 16년
- 청(淸) 세종 옹정제(世宗 雍正帝) 6년
- 조선(朝鮮) 영조(英祖) 4년
- 후 레 왕조(後黎朝) 유종(裕宗) 24년

## 탄생
- 1월 16일 - 이탈리아의 오페라 작곡가 니콜로 피치니. (~1800년)
- 2월 8일 - 조선의 문신 김종수. (~1799년)
- 2월 21일 - 러시아 제국 로마노프 왕조의 7번째 군주 표트르 3세. (~1762년)
- 9월 3일 - 잉글랜드의 엔지니어 매슈 볼턴. (~1809년)
- 11월 7일 - 영국의 탐험가, 항해사, 지도 제작자 제임스 쿡. (~1779년)

### 미상
- 조선 후기의 문신 최광벽. (~1791년)

## 사망
- 3월 20일 - 스페인 왕위계승전쟁의 프랑스 군인 카미유 도스튄 드 탈라르 공작. (1652년~)
- 12월 5일 - 조선의 왕세자 진종. (1719년~)